# Maskulinitet
| Maskulinitet |
| --- |
| Herakles i grekisk mytologi anses synonymt med apollonisk maskulinitet. - Betydelse – beteenden, egenskaper och attityder som anses utmärkande för män - Olika ord – manlighet, virilitet (om positiv), toxisk maskulinitet (om negativ) - Relaterade begrepp – femininitet (som anses passa kvinnor), androgynitet (okönat beteende) |

Maskulinitet eller manlighet är beteenden, egenskaper och attityder som anses vara eller är utmärkande för män. Vad som betraktas som maskulint eller manligt är beroende på kulturell kontext och varierar över tid. Manlighet avser såväl biologiska eller medfödda beteenden, egenskaper och attityder som kan upptäckas och förstås genom vetenskapliga metoder, som socialt konstruerad manlighet, som formats av normer, värderingar och förväntningar.
Begreppet maskulinitet har kritiserats för att vara otydligt, samtidigt som kritiker argumenterar för att det essentialiserar män. Andra har menat att begreppet är heteronormativt och att begreppet riskerar att förenkla en olikartad grupp till vissa begränsade kategorier.
Virilitet anges ibland som en synonym till maskulinitet. Den kvinnliga motsvarigheten är femininitet eller kvinnlighet.

## Teori
Graden av uppfattad maskulinitet kan variera och kan därför beskrivas som exempelvis "mer maskulin", "mest maskulin". Dess motsats återfinns vanligen i uttryck som "omanligt" eller "feminint". En synonym som ligger ordet maskulinitet nära är virilitet (från latinets vir, som betyder man). Föreställningen om manlighet förändras över tid och är beroende av förändringar i samhället (se exempelvis könsroll och social konstruktion).
Maskulinitet har traditionellt uppfattats som motsats till det som är kvinnligt, i några samhällen med androgynitet som mellanting. I forntidens skriftliga kulturer ingick manligt/kvinnligt i ett dualt klassifikationssystem, där motsatsparen fördes till samma klass som andra motsatspar (ljus/mörker, dag/natt, liv/död). Det finns flera likheter mellan olika historiska kulturers klassifikationssystem, vilket kan bero på kulturlån och spridning. Claude Lévi-Strauss har också anfört att en del egenskaper som förts samman i samma klasser uttrycker biologiska förhållanden, och de skulle av den orsaken vara globala.
Social jämställdhet mellan könen har ännu inte existerat i något samhälle. Många kulturer hänför till maskuliniteten egenskaper som stark, ren, torr, samt lägesbeskrivningar som över, framtill och högersida. En särskild vikt har i de flesta, för att inte säga alla, kulturer fästs vid mannens alstringförmåga (av såväl barn som andliga eller fysiska ting) i deras föreställning om maskulinitet. Maskulinitet har vidare uppfattats som det högre förnuftet, varigenom mannen ansetts vara av naturen överordnad. Tankegången finns hos Aristoteles och ekar hos tänkare som påverkats av honom.

### Olika typer av maskuliniteter
Inom maskulinitetsforskningen beskrivs maskulinitet ofta i plural, som maskuliniteter. Man menar att det finns en rad olika sätt att vara man på och uppfatta maskulinitet, precis som det finns flera sätt att vara kvinna eller uppfatta kvinnlighet. De olika maskuliniteterna kan inordnas i en hierarki, där vissa sätt att vara man på eller "göra" maskulinitet har högre status än andra. Män och maskuliniteter som avviker från gällande normer, till exempel homosexuella män, tenderar att underordnas andra former av maskuliniteter som hegemonisk maskulinitet. Ytterligare andra män och maskulina identiteter kan marginaliseras, bland annat baserat på uppfattningar om ras, etnicitet, klass eller funktionsförmåga.

#### Hegemonisk maskulinitet
Den typ av manlighet som vid ett givet tillfälle har högst status kan benämnas som hegemonisk maskulinitet. Hegemonisk maskulinitet har definierats som: "den sammansättning av genuspraktiker som innehåller det just nu accepterade svaret till problemet om patriarkatets legitimitet, vilket garanterar mäns dominerande position". I forskningen argumenterar man för att det visserligen är sällsynt att någon enskild man helt och fullt passar in i begreppet hegemonisk maskulinitet, men att denna form av maskulinitet rymmer en rad ideal som män generellt måste förhålla sig till. Ett centralt tema i traditionell hegemonisk maskulinitet är dominans, både över andra män, och inte minst över kvinnor.
Maskulinitetsforskare argumenterar att hegemonisk maskulinitet kan kopplas till olika "kostnader" för både män och kvinnor, som rådande könsmaktsordning orsakar. För män kan konsekvenserna röra våld mot andra och sig själv, högriskbeteenden, bristande egenvård, dålig hälsa och torftiga relationer. För kvinnors del innebär den hegemoniska maskuliniteten våld och aggression mot kvinnor, löneskillnader, bristande möjligheter, skadliga stereotyper och ett huvudansvar för vårdarbete. Inte minst när det gäller risken för att utöva våld mot kvinnor finns en stark korrelation mellan män som omfamnar hegemonisk maskulinitet å ena sidan och risken för att utöva våld å andra sidan.

#### Vårdande maskulinitet
En alternativ maskulinitet till den hegemoniska är den vårdande maskuliniteten. Vårdande maskulinitet har sin bakgrund i att män under 1900-talet och 2000-talet i högre och högre grad engagerat sig i både vårdarbete och politiskt arbete för jämställdhet mellan könen. Maskulinitets- och genusforskaren Karla Elliott definierar vårdande maskulinitet som ett avvisande av dominans och anammande av de värden som uppstår i vårdarbete. Sådana värden är bland annat positiva känslor, ömsesidigt beroende och samhörighet. Genom att män engagerar sig i vården av till exempel sina barn, så utvecklas förmågor kopplat till vårdarbetet. Vissa resultat tyder på att vårdande män utvecklar en positiv självbild och beskriver sig själva som kompetenta, utmanade, stolta, ansvarstagande. Män som identifierade sig starkare med en vårdande maskulinitet rapporterade också högre grad av positiva känslor som glädje.
I forskningen gällande mäns våld mot kvinnor ses vårdande maskulinitet - i likhet med andra "positiva" maskuliniteter - som en nyckelfaktor i att minska våldet mot kvinnor. Vissa forskningsresultat visar att man genom att inkludera manlighet och män i arbete och interventioner rörande våld mot kvinnor, samt arbeta med positiva maskuliniteter kan kraftigt reducera antalet som drabbas av könsbaserat våld.

### Maskulinitet och homosexualitet

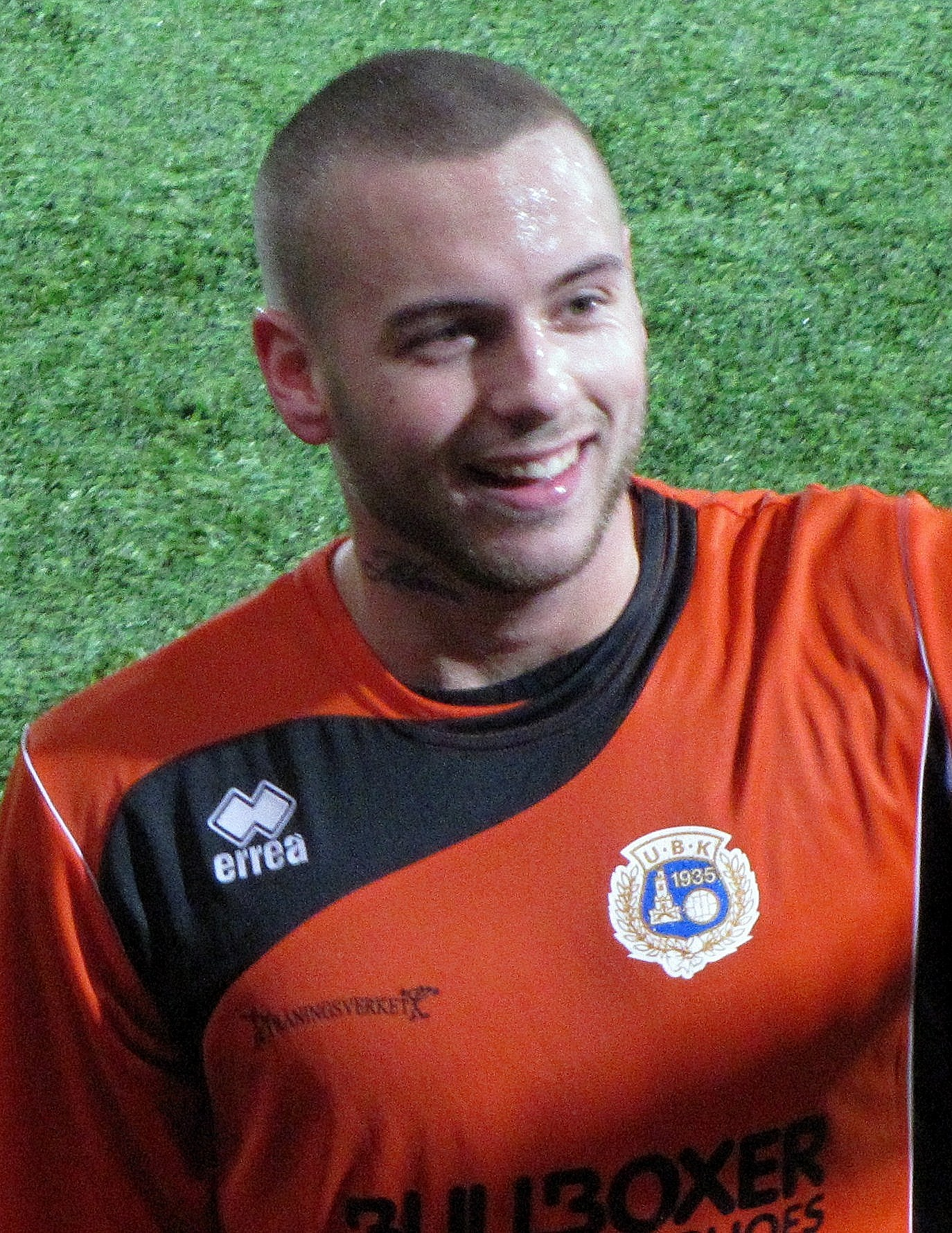
Anton Hysén gick 2011 ut öppet med att han identifierade sig som homosexuell, något som förenklades av en förändrad maskulinitet.

Ett antal studier har forskat på europeiska maskuliniteter genom att analysera attityden till HBTQ-personer och inte minst graden av homofobi i olika situationer. Ett exempel på relationen ges i en jämförande studie av Gaston m.fl. 2017. I studien undersöktes och jämfördes omvärldens reaktioner på den brittiske fotbollsspelaren Justin Fashanu uttalande 1990 och svenska Antonio Hyséns uttalanden 2011 om att de var homosexuella. Studien konstaterar att Fashanu - som var den första öppet homosexuelle manliga fotbollsspelaren - bemöttes av starkt motstånd medan Hyséns uttalande stöttades och hyllades av bland annat brittisk sportmedia, som 20 år tidigare hade fördömt Fashanu.
För att förstå skillnaden i attityden gentemot homosexualitet argumenterar Gaston m.fl. att en betydande förändring i maskulinitet ägt rum mellan 90-talet och 2010-talet. Under 90-talet präglades samhället (liksom fotbollsvärlden) av vad författarna benämner som en homohysterisk kultur, som bland annat innebär en rädsla för att uppfattas som homosexuell och där en snäv hegemonisk maskulinitet uppmuntras. I takt med att homofobi och den homohysteriska kulturen ifrågasattes så öppnades en mer inkluderande form av maskulinitet upp. Orsakerna till en en mer inkluderande maskulinitet är många, bland annat ökade juridiska rättigheter, social acceptans och mer positiva attityder gentemot öppet homosexuella män. Inte minst påverkades attityderna genom ett generationsskifte där nya yngre män med andra värderingar kom in i till exempel fotbollsvärlden. Gaston m.fl. menar att skillnaderna mellan händelserna visar på att den hegemoniska maskuliniteten utmanats mer under 2000-talet och att nya, inkluderande, maskuliniteter tagit större plats.

## Forskningshistorik

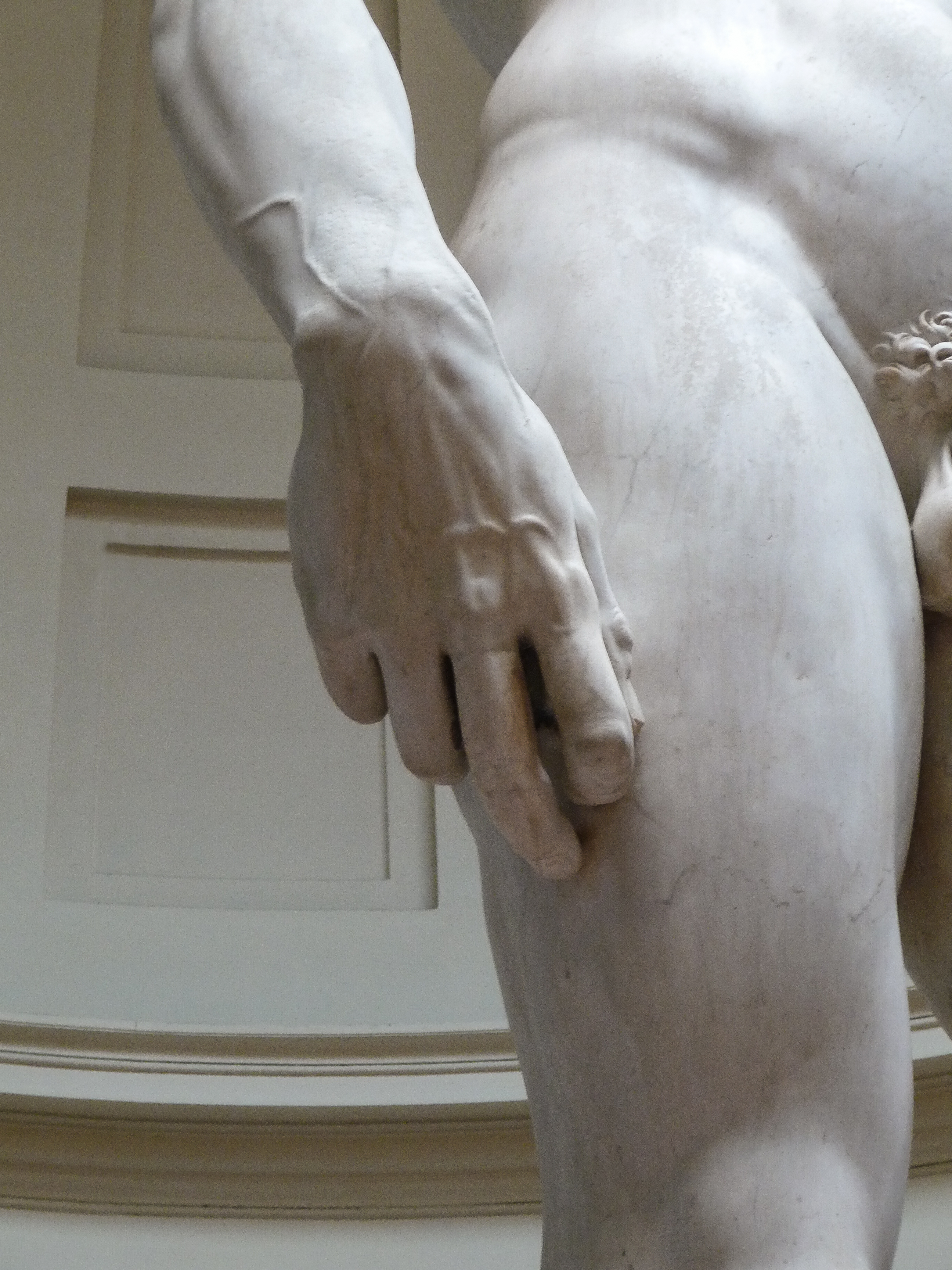
Bild föreställande Davidstatyns hand (skulpterad av Michelangelo).

Efter att maskuliniteten främst betraktats utifrån alstringförmågan, dominerades synen på maskulinitet från ungefär 1940-talet av att denna, enligt psykoanalytiska principer, konstituerades av manliga förebilder. Frånvaron av manliga förebilder, ansåg psykoanalysens företrädare, skulle leda till en svag könsidentitet och försvåra nära relationer med det motsatta könet. Denna uppfattning är numera nära nog vederlagd. Med en biologisk och evolutionsvetenskaplig utgångspunkt tillskrivs den manliga identiteten vanligen egenskaper som hör samman med social dominans, såsom kamp mot andra män om sexualpartner, våldsbenägenhet och statusmedvetenhet. Män som äger dessa egenskaper i hög grad kallas ofta alfahannar. Synsättet problematiseras av att det finns flickor som är socialt dominanta. Genusforskare som Patricia H. Hawley har mot det evolutionsvetenskapliga synsättet påvisat att exempelvis aggressivitet och kamp för att erhålla social status också kännetecknar kvinnor.
Under 1980-talet och 1990-talet utvecklades den vetenskapliga studien av maskulinitet mycket snabbt i USA, där akademiska kurser som erbjöds studenter ökade från 30 till över 300 stycken. Till följd av utvecklingen började studier genomföras som intersektionellt studerade manligheten i samband med olika former av social diskriminering. Den teoretiska inriktningen tog till sig feministiska modeller för sina studier, såsom teorier kring den sociala konstruktionen av kön.
Ett banbrytande steg i mansforskningen togs 1995 när Raewyn Connell i dennes Masculinity uppställde en distinktion mellan hegemonisk maskulinitet och underordnade maskuliniteter. Hegemonisk maskulinitet definieras som för manligheten normativa praktiker som underordnar kvinnor, och som enligt Connell endast ett fåtal män har. Övriga män kännetecknas beroende på roll i det hegemoniska systemet mer eller mindre av maskulinitet. Sådan maskulin hegemoni kom att påpekas av dem som förklarade genussystem som historiskt framväxta företeelser och som också kritiserade hegemonin.
Teorier om maskuliniteter som sociala konstruktioner har tagits upp inom kriminologin. Med teorin om hegemonisk maskulinitet har kriminologer som kritiserar genussystemet kunnat förklara att män är överrepresenterade inom brottsstatistiken. Tidiga sådana verk under början av 1990-talet kunde belägga att en del uttryck för aggressivitet kan hänföras till hegemonisk maskulinitet.
Maskulinitet kan å andra sidan sättas i relation till det biologiska könet. Så kan det talas om en maskulin (eller feminin) könsidentitet hos intersexuella, maskulinitet hos transsexuella och transvestiter, eller maskulinitet uppmätt med hormoner (företrädesvis då manliga könshormoner). I tester har en hög nivå av testosteron kopplats samman med kvinnors tendens att dras till mer maskulint kodade män och hos män en motsvarande dragning till mer feminint kodade kvinnor.

## I samhällsdebatten
Genom historien har manligt beteende omgärdats av olika önskemål eller krav. Enligt en mer traditionell och äldre syn skiljer sig kvinnor och män åt på grundläggande vis, något som lett till olika könsroller och förväntan på beteende hos de olika könen. Den manliga kraften (se virilitet) har setts som typisk för det maskulina, och denna har förknippats med ett utåtriktat och företagsamt beteende. I ett samhälle där mannens muskulära övertag kan utnyttjas – inklusive vid militära konflikter eller i ett samhälle med auktoritärt styre – ses manlig styrka som positiv. I moderna, tjänste- och kommunikationstäta miljöer är denna traditionella manlighet betydligt mindre betydelsefull.
Maskulinitet och mäns allmänna beteende har på senare år ofta lyfts som problem i samband med diskussioner om våld och jämlikhet. Vissa beteenden som anses vanligare hos män har getts namn som mansplaining (att en man förklarar något för en kvinna, i tron att hon är mindre vetande) och "killgissning" (en man anses oftare än en kvinna påstå något, även när han inte är helt säker). I samband med den andra, tredje och fjärde vågens feminism har man debatterat fenomen som svartsjuka, sexuella trakasserier, stalking, misogyni, våldtäkter och våld i partnerrelationer, ofta utifrån manligt beteende och kvinnliga offer för detta. Inom den iberoamerikanska världen har man myntat begreppet machismo, för ett traditionell manlighet som inte respekterar kvinnor som jämställda individer.
Ett antal negativa beteenden som anses typiska för män har placerats inom det uppmärksammade men också ifrågasatta samlingsbegreppet toxisk maskulinitet. Detta begrepp syns i debatten allt oftare, som komplettering eller ersättning till "patriarkatet" som allmän orsak till olika samhällsproblem. På samma sätt har negativt beteende som påstås känneteckna en del kvinnor – inte minst gentemot andra kvinnor – på senare år samlats inom begreppet toxisk femininitet. I det sistnämnda fallet kan det utgå från en kvinnlig tendens att begränsa andra kvinnors eller mäns handlingsfrihet eller att överdriva och utnyttja kvinnliga könsstereotyper för egen vinning.

## Maskulinitet i olika delar av världen

### Afrika
Enligt ett vanligt narrativ beskrivs afrikanska män - särskilt unga män - som män "i kris", som marginaliserade eller "i riskzonen" ur olika perspektiv. Unga afrikanska män tenderar också att associeras med våld och olika konflikter i Afrika har förklarats genom den unga demografiska strukturen. Samtidigt finns det en rad alternativa former av maskulinitet som har andra associationer. I en studie där forskare följde musiker i Ghana studerades subkulturen shabomen. Till skillnad från vad som beskrivits som en hypermaskulin hip-hop kultur i landet, uttryckte män inom shabomen-kulturen sig genom längtande romantiska kärlekssånger som presenterade män fyllda av känslor. I sitt uttryck på scenen framställde männen sig som mjuka, ödmjuka och grupporienterade. De utmanade även rådande könsroller genom att lära flickor och kvinnor att spela olika musikinstrument, något som varit tydligt manligt kodat i Ghana.

### Europa
Maskuliniteter i Europa beskrivs - liksom i andra delar av världen - som identiteter i förändring. Med utgångspunkt i en hegemonisk maskulinitet kan olika trender i mäns identiteter och attityder urskiljas. Å ena sidan kan man skönja en trend där hegemoniska föreställningar som bygger på mäns dominans över kvinnor utmanas, å andra sidan verkar även hegemoniska idéer anpassa sig till sin samtid och reagera på förändringar. Under sent 1900-tal och 2000-tal har nya normer för män inom en rad områden som föräldraskap, hem och familj, vardagsliv, samt förändrade attityder till sexism och homofobi lett till nya maskulina identiteter. Mäns syn på vänskapsrelationer - till både män och kvinnor - samt större medvetenhet kring känslor och kunskap om hur man tar hand om sin hälsa är andra exempel på förändringar.
Föreställningar om mäns överordning har under 2000-talet fortsatt att ta sig uttryck genom våld och hat mot kvinnor, liksom fortsatt ojämställdhet på arbetsmarknaden och i ansvaret för hushållet. Genom teknologiska förändringar har också sexuella trakasserier och hat mot kvinnor tagit sig ut på internet och sociala medier.